# 萨斯塔戈
萨斯塔戈，是西班牙阿拉贡自治区萨拉戈萨省的一个市镇。 总面积301平方公里，总人口1389人（2001年），人口密度5人/平方公里。